# Стадион Пољуд
43° 31′ 10″ N 16° 25′ 54″ E / 43.51944° С; 16.43167° И
Стадион Пољуд је вишенаменски стадион у Сплиту, Хрватска. Налази се у кварту Пољуд. Изграђен је 1979. године у склопу изградње спортских објеката VIII медитеранских игара. Аутор пројекта је хрватски архитект Борис Магаш.
Са својих 630 рефлектора, што га чини једним од најбоље освијетљених стадиона на свијету, ноћу изгледа као спуштени свемирски брод.
Комбинација је то челика и полупрозирног лексана, има распон унутрашњег лука 215 m, са слободно летећим луком од 45 m. 20 мостова води у стадион чији је капацитет 34,183 људи. За пуњење свих сједећих мјеста Пољуда потребно је 5,4 минуте.
Линија шкољке стадиона варира у бројевима редова, највећа дубина гледалишта износи 54 реда, на сјеверној трибини је 27. Западни и источни дио идентични су у основним димензијама. Ложе за новинаре и репортер могу се организовати зависно о врсти такмичења (атлетика или фудбал). Кабине за радио и ТВ-пренос налазе се испод крова западне трибине. У приземљу западног дијела су 2 свлачионице за 1. фудбалере, соба за масажу, сауна и остале свлачионице, амбуланта за допинг надзор, велика дворана за тренинге са вјештачком травом, теретана, дворана за индивидуалан рад, оружар, праоница, економат и сервисни простори. На првој етажи су салони дневног боравка са терасом, мали салон, трофејна дворана, дворана за конференције и интервјуе, салон почасне ложе са 114 мјеста, 15 двокреветних соба за карантену. У спољном дијелу 2. етаже је управа објекта с 10 канцеларијских простора, у унутрашњем дијелу је прес-центар, директно повезан с новинарским трибинама иза почасне ложе.
У спољним просторима стадиона су 2 помоћна фудбалска терена од којих 1 има расвјету за ноћне утакмице; полигон за тренинг фудбалера (60×40), четворострука атлетска стаза за загријавање, 140 m дужине. Испод источне трибине горње 2 етаже намијењене су комерцијалним канцеларијским садржајима, а доњи дио садржи складишне просторе.
Главно игралиште покривено је природном травом, димензије 105×68 m, те је оспособљено и за атлетска такмичења у свим дисциплинама и покривено је синтетичком масом тартаном.
Ту се 1990. одржало Европско првенство у атлетици. Падали су рекорди, па и свјетски. Француска штафета на 4×100 m срушила је свјетски рекорд резултатом 37,79. Подијељено је 165 медаља, 125 пута су се у ваздух дигле побједничке заставе, те су се одсвирале 43 химне. Било је присутно чак 1200 новинара из цијелог свијета. Свјетла спортске атлетске Европе била су уперена према Пољуду. Но, и десетак година раније, на Међународном атлетском митингу, наступали су бројни велики атлетичари као Акерман, Симеони, Бијер, Менеа, док је славна Рут Фукс 1980. бацила копље до новог свјетског рекорда - 69,96 m.
Стадион је утицао на архитектонске визуре бројних свјетских стадиона у Италији, Јапану (Кобе) и Малезији.
Првобитно је био капацитета за 50.000 гледалаца, са западним и источним гледалиштем које је имало „сједење“, док је сјеверно, југоисточно и југозападно гледалиште било „стајање“. „Чисти“ југ је био за семафор и декоративну фонтану и зелену површину; користио се као позорница.
Ипак, и ти простори су били искориштени, бетонски руб ограде од стадиона поред семафора као и сва степеништа, када је постављен рекорд посјећености овог стадиона 1982. године, на утакмици Хајдук-Динамо 1:2, тада је забиљежено 65.000 посетилаца.